# Antepipona cameroni
Antepipona cameroni är en stekelart som först beskrevs av Schultz 1906.  Antepipona cameroni ingår i släktet Antepipona och familjen Eumenidae. Inga underarter finns listade i Catalogue of Life.